# Campionati europei di ciclismo su strada 2015
I Campionati europei di ciclismo su strada 2015 si sono svolti a Tartu, in Estonia, dal 6 al 9 agosto 2015.

## Eventi

### Cronometro individuali
Giovedì 6 agosto
- 12:30 Donne Under-23,  18,4 km
- 15:00 Donne Junior,  14,4 km

Venerdì 7 agosto
- 11:00 Uomini Under-23,  31,5 km
- 15:00 Uomini Junior,  18,4 km

### Corse in linea
Sabato 8 agosto
- 09:30 Donne Junior,  74,4 km
- 15:00 Donne Under-23,  124 km

Domenica 9 agosto
- 09:30 Uomini Junior,  124 km
- 15:00 Uomini Under-23,  161,2 km

## Medagliere
| Pos.   | Nazione     | Oro | Argento | Bronzo | Totale |
| ------ | ----------- | --- | ------- | ------ | ------ |
| 1      | Polonia     | 3   | 0       | 0      | 3      |
| 2      | Italia      | 1   | 2       | 1      | 4      |
| 2      | Russia      | 1   | 2       | 1      | 4      |
| 4      | Germania    | 1   | 0       | 3      | 4      |
| 4      | Paesi Bassi | 1   | 0       | 3      | 4      |
| 6      | Slovacchia  | 1   | 0       | 0      | 1      |
| 7      | Ucraina     | 0   | 2       | 0      | 2      |
| 8      | Belgio      | 0   | 1       | 0      | 1      |
| 8      | Norvegia    | 0   | 1       | 0      | 1      |
| Totale | Totale      | 8   | 8       | 8      | 24     |

## Sommario degli eventi
| Eventi                 | Oro                           | Tempo                       | Argento                   | Tempo | Bronzo                           | Tempo |
| Uomini Under-23        |                               |                             |                           |       |                                  |       |
| Gara in linea dettagli | Erik Baška Slovacchia         | 3h36'49" Media 44,55 km/h   | Mamyr Staš Russia         | s.t.  | Davide Martinelli Italia         | s.t.  |
| Cronometro dettagli    | Steven Lammertink Paesi Bassi | 38'32" Media 49,05 km/h     | Marlen Zmorka Ucraina     | a 4"  | Maximilian Schachmann Germania   | a 16" |
| Uomini Junior          |                               |                             |                           |       |                                  |       |
| Gara in linea dettagli | Alan Banaszek Polonia         | 2h50'19" Media 43,68 km/h   | Stan Dewulf Belgio        | s.t.  | Dennis van der Horst Paesi Bassi | s.t.  |
| Cronometro dettagli    | Nikolai Ilechev Russia        | 23'02" Media 47,93 km/h     | Tobias Foss Norvegia      | a 2"  | Max Singer Germania              | a 8"  |
| Donne Under-23         |                               |                             |                           |       |                                  |       |
| Gara in linea dettagli | Katarzyna Niewiadoma Polonia  | 3:3h16'15" Media 37,91 km/h | Ilaria Sanguineti Italia  | s.t.  | Thalita de Jong Paesi Bassi      | s.t.  |
| Cronometro dettagli    | Mieke Kröger Germania         | 24'57" Media 44,25 km/h     | Olga Shekel Ucraina       | a 8"  | Corinna Lechner Germania         | a 19" |
| Donne Junior           |                               |                             |                           |       |                                  |       |
| Gara in linea dettagli | Nadia Quagliotto Italia       | 1h54'26" Media 39,01 km/h   | Rachele Barbieri Italia   | s.t.  | Karina Kasenova Russia           | s.t.  |
| Cronometro dettagli    | Agnieszka Skalniak Polonia    | 19'33" Media 44,19 km/h     | Kseniia Tcymbaliuk Russia | a 13" | Yara Kastelijn Paesi Bassi       | a 29" |